# Bestla (satélite)

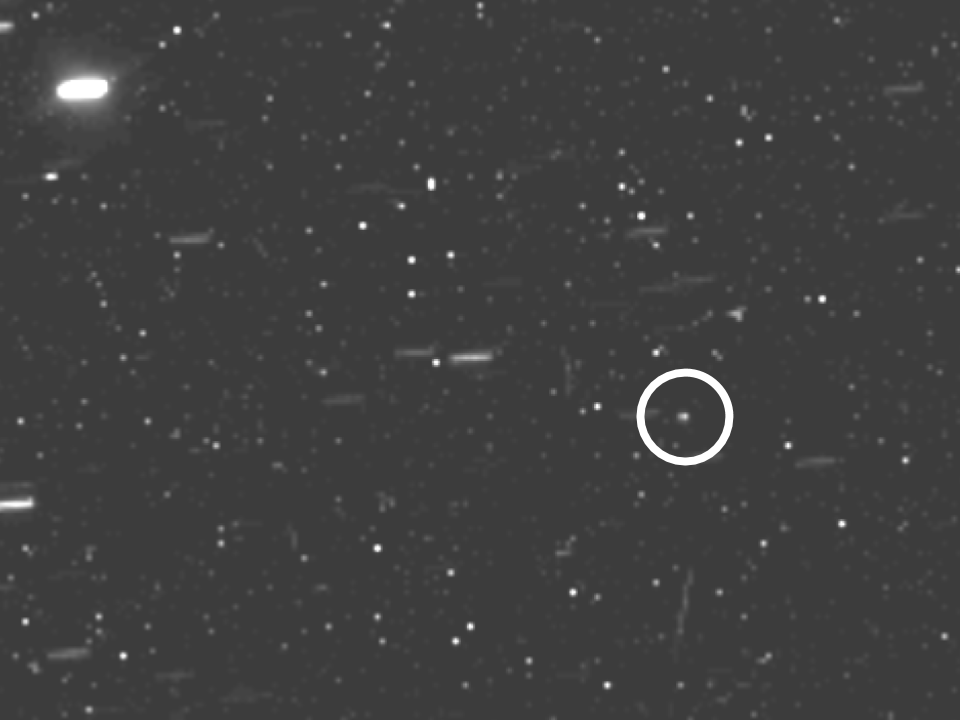
Fotografía de Bestla tomada por la sonda Cassini (22 de septiembre de 2015)

Bestla (pronunciado [ˈbɛstlə] BEST-lə) o Saturno XXXIX (designación provisional S/2004 S 18) es un satélite irregular retrógrado de Saturno. Su descubrimiento fue anunciado por un equipo de astrónomos encabezados por Scott S. Sheppard el 4 de mayo de 2005 mediante observaciones realizadas entre el 13 de diciembre de 2004 y el 5 de marzo de 2005.
Tiene cerca de 7 kilómetros de diámetro, y orbita a su planeta a una distancia media de 20 192 000 km en 1088 días, a una inclinación de 147° respecto a la eclíptica (151° al ecuador de Saturno), dirección retrógrada y excentricidad de 0,5176.  Según observaciones preliminares se creía que su excentricidad era aún mayor. Al igual que otros satélites irregulares de los gigantes gaseosos la excentricidad de Bestla puede variar como un resultado del mecanismo Kozai.
Fue nombrado en abril de 2007 como Bestla, una gigante de hielo según la mitología nórdica, madre de Odín.